# Wahlen 1826
◄ | 1822 | 1823 | 1824 | 1825 | Wahlen 1826 | 1827 | 1828 | 1829 | 1830 | ► | ►►

Weitere Ereignisse
Die Liste der Wahlen 1826 umfasst Parlamentswahlen, Präsidentschaftswahlen, Referenden und sonstige Abstimmungen auf nationaler und subnationaler Ebene, die im Jahr 1826 weltweit abgehalten wurden.
Das damalige Wahlrecht entsprach typischerweise nicht den Wahlrechtsgrundsätzen der direkten, geheimen und gleichen Wahl. Zeittypisch waren oft nur kleine Teile der Bevölkerung wahlberechtigt, ein Frauenwahlrecht war nicht gegeben.

## Termine
| Land               | Datum          | Link zur Wahl 1825                                               | Link zur letzten Wahl | Bemerkung  |
| ------------------ | -------------- | ---------------------------------------------------------------- | --------------------- | ---------- |
| Preußen            | Bis 15. Mai    | Wahl der Mitglieder des Provinziallandtags der Provinz Westfalen |                       | Erste Wahl |
| Vereinigte Staaten | Ab dem 7. Juli | Wahl zum Repräsentantenhaus der Vereinigten Staaten              | 1824                  |            |
| Vereinigte Staaten | 6.–8. November | Gouverneurswahl in New York                                      | 1824                  |            |